# 西川郁生
西川 郁生（にしかわ いくお、1951年7月1日 - ）は、日本の公認会計士、慶應義塾大学大学院商学研究科客員教授。企業会計基準委員会（ASBJ）の元委員長、慶應義塾大学商学部の元教授であり、現在は複数の上場会社の社外役員を務める。

## 人物
開成中学校・高等学校を卒業後、東京大学経済学部に進学。大学２年時に同級生が当時最年少で公認会計士第二次試験に合格したことがきっかけとなり、公認会計士を目指すようになる。４年時に公認会計士第二次試験に合格。
２００１年企業会計基準委員会（ASBJ）の設立を機に、日本の会計基準作りに専念するため新日本監査法人を退任。また、この時５０歳であったが、マラソンを始めるようになり、ホノルルマラソンにも出場を果たすなど、５０代でサブフォーを１３回達成する。２０２２年秋の褒章にて、黄綬褒章受章。

## 略歴
- １９７３年　　　　　　　公認会計士第二次試験合格
- １９７４年　　　　　　　東京大学経済学部卒
- １９７７年　　　　　　　公認会計士登録
- １９８４年　　　　　　　米国公認会計士登録（現在inactive）
- １９９０年～２００１年　新日本監査法人（現EY新日本有限責任監査法人）代表社員
- １９９３年～１９９８年　国際会計基準委員会（IASC）日本代表
- １９９５年～２００１年　日本公認会計士協会常務理事
- １９９９年～２００５年　金融庁企業会計審議会臨時委員
- ２００１年～２００７年　企業会計基準委員会（ASBJ）副委員長
- ２００７年～２０１４年　企業会計基準委員会（ASBJ）委員長
- ２００８年～２０１４年　金融庁企業会計審議会臨時委員（再任）
- ２０１０年～２０１１年　アジア・オセアニア会計基準設定主体グループ（AOSSG）議長
- ２０１２年～２０１７年　慶應義塾大学商学部 教授
- ２０１７年～現在　　　　慶應義塾大学大学院商学研究科 客員教授
- ２０１７年～現在　　　　税理士法人髙野総合会計事務所 シニアアドバイザー

## 褒章
- ２０２２年（秋の褒章）　黄綬褒章受章　※業務精励（公認会計士業）の功績による

## 受賞歴
- ２０１２年　　　　　　　誠実な企業賞-Integrity Award-審議会「会計人特別賞2012」受賞
- ２０１４年　　　　　　　日本公認会計士協会「第６回公認会計士の日大賞」受賞
- ２０１５年　　　　　　　慶應義塾大学「義塾賞」受賞
- ２０２０年　　　　　　　国際会計研究学会「学会功労賞」受賞

## 主要著作
- 『国際会計基準の知識』日本経済新聞社[2]
- 『グローバル時代の会計がわかる本』（共著）税務研究会出版局
- 『資産の自己査定監査の実務指針Q&A』（編著）金融ブックス
- 『国際会計基準の実務』（共著）第一法規出版
- 『アメリカビジネス法～契約類型と組織法～』中央経済社
- 『会計基準の針路』中央経済社
- 『会計基準の最前線』税務経理協会
- 『企業価値向上のための財務会計リテラシー』（編著）日本経済新聞出版
- 『会計基準の考え方』税務経理協会
- “The Definition of Net Income and Comprehensive Income and Their Implications for Measurement” with Takao Kamiya and Yasunobu Kawanishi, Accounting Horizon